# Viski János (zeneszerző)
Viski János (Kolozsvár, 1906. június 10. – Budapest, 1961. január 16.) Kossuth- és Erkel-díjas magyar zeneszerző, zenepedagógus.

## Élete, munkássága
Apja dr. Visky László ügyvéd (születésekor 38 éves, Szilágyzovány) 
Anyai ágon az erdélyi örmény  Ákoncz család leszármazottja, édesanya Ákontz Mária (születésekor 30 éves). Szülei 1897-ben kötöttek házasságot. Gyászjelentését már harmadik felesége adta közre
Szilágyzoványi földbirtokos családba született, és érdeklődése ellenére gazdálkodással kellett foglalkoznia. Előbb hegedűművésznek tanult, Antal Gyula, Sipos Gábor és Kolár Gusztáv voltak a tanárai, majd 19 éves korában, három önálló hegedűest után egyre inkább a zeneszerzés kezdte érdekelni. 1927-ben – a gazdálkodói életvitele mellett – nyert felvételt a budapesti Zeneművészeti Főiskolára, ahol Kodály Zoltán tanítványa volt. Zenei tanulmányai mellett a Magyar Királyi Pázmány Péter Tudományegyetemen filozófiai és művészettörténeti tanulmányokat is folytatott. A főiskolán 1932-ben diplomázott, majd ezt követően hazaköltözött Szilágyzoványba.
A birtokon gazdálkodott és komponált. Egyik első itt született műve a Szimfonikus szvit, amit 1937-ben Vaszy Viktor mutatott be a Magyar Rádióban. Egy 1939-es budapesti koncerten a világhírű holland karmester, Willem Mengelberg is dirigálta a darabot, a Budapesti Filharmóniai Társaság Zenekara élén, majd ezt követően szerte Európában is előadta – komoly nemzetközi ismertséget szerezve a komponistának. 1939-ben írta a Balassi Bálint verse által ihletett Enigma című szimfonikus költeményét, amely egyik legismertebb zeneműve lett (1940. március 11-én mutatta be a Magyar Rádióban Rajter Lajos karmester az Operaházi zenekar élén), és amelyet a Kisfaludy Társaság Greguss Pál-emlékéremmel tüntetett ki. Ez a szerzeménye is gyakran játszott darab volt külföldön, „Norvégiától Törökországig majdnem minden nagyobb európai városban elhangzott”. Zeneszerzői munkásságára jelentős mértékben hatott mestere, Kodály Zoltán. Maga így írt erről: „Én vagyok a Kodály-iskola zászlóvivője.”
1940-ben a Nemzeti Zenede főtitkára és hangszerelés tanára lett, és hetenként utazott Zoványból Budapestre és vissza. Egy év múlva a kolozsvári Zene- és Színművészeti Konzervatórium igazgatója lett (erről a megbízásról már 1932-ben is szó volt, de akkor elmaradt a kinevezés). 1942 őszén a budapesti Zeneakadémia zeneszerzés főtanszak tanárává nevezték ki (ekkor végleg Magyarországra költözött), és  haláláig tevékenykedett az intézményben. Működése idején számos, később híressé vált hallgató mestere volt, például Dobszay László,  Eötvös Péter, Földes Imre, Hidas Frigyes, Láng István, Károlyi Pál, Lendvay Kamilló, Petrovics Emil, Simon Albert, Soproni József, Szőllősy András, Szőnyi Erzsébet és sokan mások.
1961-ben hunyt el, egy munkahelyi vita után lett rosszul.

## Elismerései
- Erkel Ferenc-díj, 1954
- Érdemes művész, 1955
- Kossuth-díj, 1956

## Főbb művei

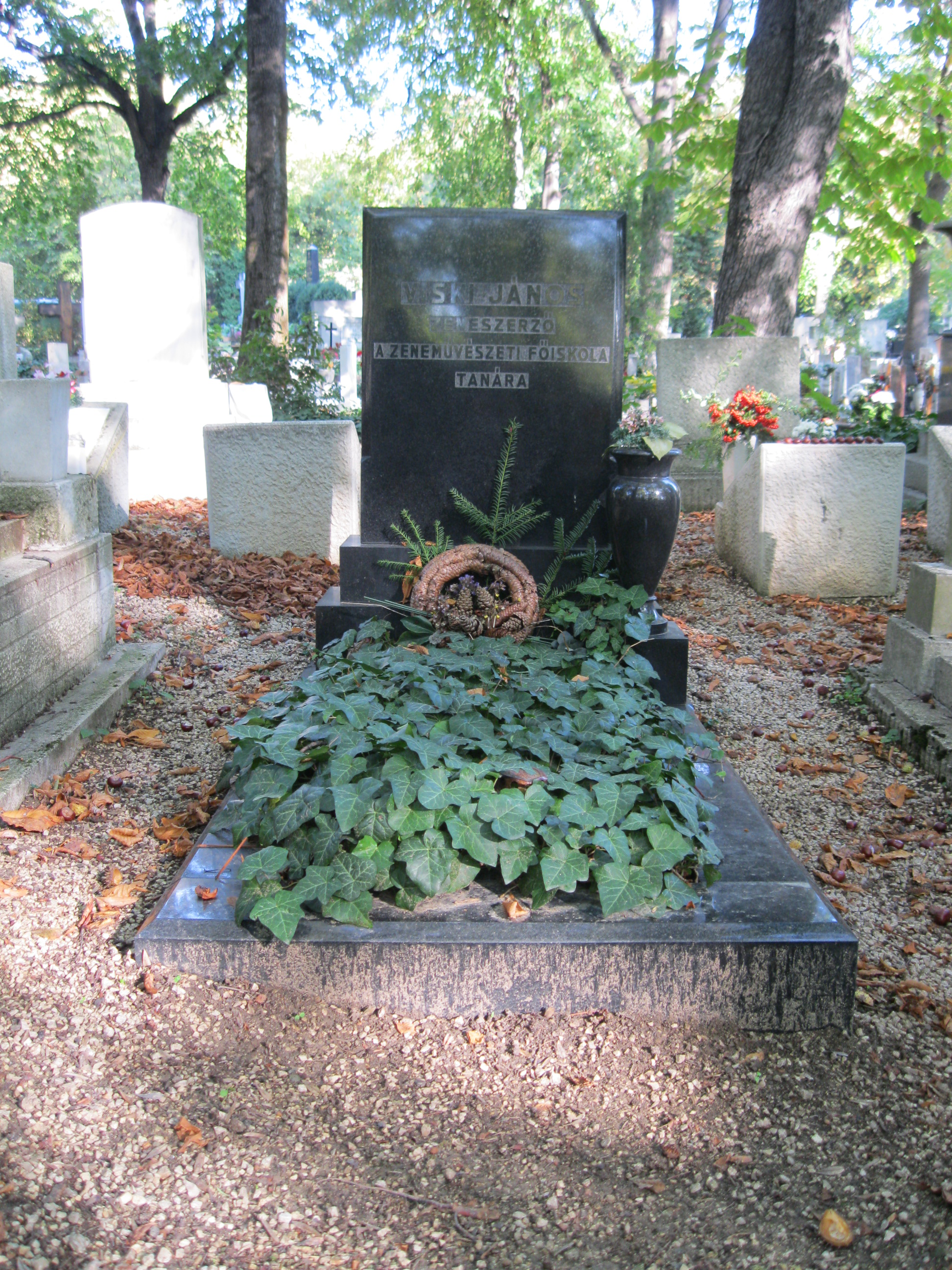
Sírja a Farkasréti temetőben

A nemzetközi szerzői jogi nyilvántartás 22 művét jegyzi. 
- Szimfonikus szvit zenekarra, 1937 ISWC T-007.010.001-4
- Két magyar tánc – nagyzenekarra, 1938 ISWC T-305.185.411-2
- Enigma – szimfonikus költemény, 1939 ISWC T-007.188.852-2
- Hegedűverseny, 1947 ISWC T-007.142.155-0
- Zengő május (Rossa Ernő versére ISWC T-007.017.781-9)
- Burgosdi bíró ISWC T-007.017.782-0
- Hüvelyk Matyi (Harsányi Béla versére ISWC T-007.137.034-7)
- Tavaszodik (Áprily Lajos versére ISWC T-007.142.153-8)
- Virág és pillangó (népzenei alapokon ISWC T-007.188.853-3) férfikórusra
- Hozsánna ISWC T-007.299.403-6 (vegyeskórusra)
- Adagio ma non troppo ISWC T-311.220.320-6
- Zongoraverseny, 1953 ISWC T-007.032.085-2
- Gordonkaverseny, 1955 ISWC T-007.032.084-1

- Az irisórai szarvas – ballada baritonszólóra és zenekarra, 1958 (Áprily Lajos költeményére T-007.017.783-1) [8]